# Kristian, ”den utvalde prinsen”
Kristian, ”den utvalde prinsen”, född 10 april 1603 i Köpenhamn, Danmark, död 2 juni 1647 i Gorbitz, nära Dresden, Sachsen; son till Kristian IV av Danmark och Anna Katarina av Brandenburg.

## Biografi
Kristian utsågs redan 1608 till tronföljare, och fick en omsorgsfull omfostran.
Han gifte sig 1634 med Magdalena Sibylla av Sachsen (1617-1668), dotter till kurfurst Johan Georg I av Sachsen. Deras bröllop, på danska kallat 'Det store Bilager', var mycket praktfullt och framför allt dyrt - under bröllopsfesten framfördes den allra första riktiga hovbaletten i Danmark. Äktenskapet var barnlöst.
Under hans fars bortavaro under trettioåriga kriget styrde han landet med tre riksråd. Han blev emellertid impopulär på grund av sitt utsvävande liv och fråntogs styret. Kristian, som var fetlagd, slapp, svårt skuldsatt och förde ett utsvävande liv, avled på Gorbitz slott under en kurortsvistelse i Tyskland; han söp ihjäl sig.